# Lorenzo Silva
Lorenzo Manuel Silva Amador (Carabanchel, 7 de juny de 1966) és un escriptor espanyol.
Va estudiar Dret a la Universitat Complutense de Madrid i va exercir com advocat d'empresa des de 1992 fins a 2002. Ha escrit relats, articles i assajos literaris, però és conegut principalment per les seves novel·les. Una d'elles, El alquimista impaciente, va guanyar el Premi Nadal de l'any 2000. Aquesta novel·la és la segona en la qual apareixen els quals potser siguin els seus personatges més coneguts: la parella de la Guàrdia Civil formada pel brigada Bevilacqua i la sergent Chamorro. Una altra de les seves obres, La flaqueza del bolchevique, va ser finalista del Premi Nadal de novel·la 1997 i ha estat adaptada al cinema pel director Manuel Martín Cuenca. La seva novel·la La marca del meridiano va guanyar el Premi Planeta de l'any 2012; és la setena amb els personatges del sergent Bevilacqua i la caporal Chamorro.

## Obres

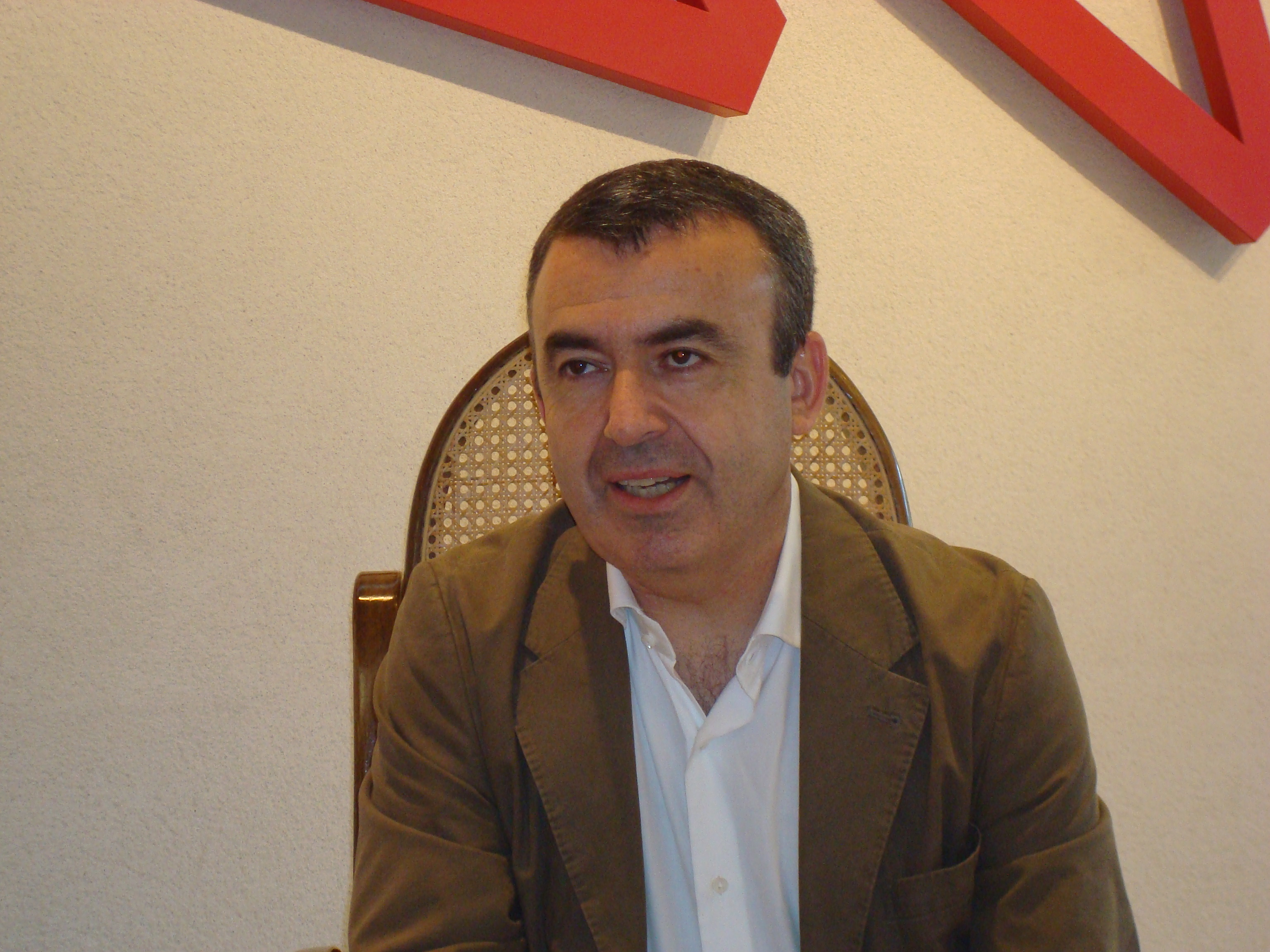
Lorenzo Silva a la biblioteca d'Olesa de Montserrat, el 27 de maig de 2014

### Novel·les
- Noviembre sin violetas  (1995)
- La sustancia interior  (1996)
- La flaqueza del bolchevique  (1997). Finalista del Premi Nadal 1997.
- Algún día, cuando pueda llevarte a Varsovia  (1997)
- El cazador del desierto  (1998)
- El ángel oculto  (1999)
- El urinario  (1999)
- La lluvia de París  (2000)
- El nombre de los nuestros  (2001)
- La isla del fin de la suerte  (2001)
- Laura y el corazón de las cosas  (2002)
- Los amores lunáticos  (2002)
- Carta blanca  (2004) Primavera de Novel·la
- Pablo y los malos  (2006)
- La isla del tesoro  (2007) adaptació
- Muerte en el reality show  (2007)
- El blog del inquisidor  (2008)
- Mi primer libro sobre Albéniz  (2008)
- Albéniz, el pianista aventurero  (2008)
- La flaqueza del bolchevique: guión cinematográfico y textos  (2008)
- El videojuego al revés  (2009)
- Tres mil metros en la noche  (2011)
- El misterio y la voz  (2011)
- Niños feroces  (2011)

#### Sèrie Bevilacqua i Chamorro
- El lejano país de los estanques  (1998). Premi El Ojo Crítico 1998.
- El alquimista impaciente  (2000). Premi Nadal
- La niebla y la doncella' ' (2002)
- Nadie vale más que otro, cuatro asuntos de Bevilacqua  (2004)
- La reina sin espejo  (2005)
- La estrategia del agua  (2010)
- La marca del meridiano  (2012) Premi Planeta
- Los Cuerpos extraños (2014)
- Donde los escorpiones (2016)
- Tantos lobos (2017)
- Lejos del corazón (2018)
- El mal de Corcira (2020)
- La llama de Focea (2022)
- Las fuerzas contrarias (2025)

### Llibres de relats
- El déspota adolescente  (2003)
- El hombre que destruía las ilusiones de los niños (2013)

### No ficció
- Viajes escritos y escritos viajeros  (2000)
- Del Rif al Yebala. Viaje al sueño y la pesadilla de Marruecos  (2001)
- Líneas de sombra  (2005)
- En tierra extraña, en tierra propia  (2006)
- Y al final, la guerra  (2007)
- El derecho en la obra de Kafka  (2008)
- Sereno en el peligro  (2010) Premio Algaba

## Premis
- 1997 - Finalista del Premi Nadal per La flaqueza del bolchevique
- 2000 - Premi Nadal per El alquimista impaciente (segona novel·la de la sèrie Bevilacqua)
- 2010 - Premi Algaba per Sereno en el peligro: la aventura histórica de la Guardia Civil
- 2012 - Premi Planeta per La marca del meridiano (setena novel·la de la sèrie Bevilacqua)